# Миллерс, Талис
Та́лис Ми́ллерс (латыш. Tālis Millers; в советских документах Талис Никласович Миллер; 4 января 1929, Унгурмуйжская волость, Латвия — 17 августа 2022, Рига) — советский и латвийский химик. Президент АН Латвии (1994—1998).

## Биография
Родился 4 января 1929 в Унгурмуйжской волости. В 1952 году окончил химический факультет Латвийского университета. В 1962 году защитил докторскую работу по химии в Рижском политехническом институте. В 1954 году поступил работать в Институт неорганической химии АН Латвии, с 1984 по 1997 руководил им. С 1992 по 1994 год и с 1998 по 2001 год — вице-президент АН Латвии, с 1994 по 1998 год занимал должность президента АН Латвии. В 1980 году награждён Государственной премией Латвийской ССР. С 1993 по 1994 — председатель совета Латвийского высшего образования. В 1998 году награждён высшей наградой Латвии — орденом Трёх Звёзд (3 степени). В 1996 году получил премию С. Гиллера от академии наук Латвии, а в 2002 году удостоен Большой медали АН Латвии.
Эмеритированный учёный. Доктор химических наук (Рижский политехнический институт, 1962). Профессор (1994). Действительный член АН Латвии. Руководитель Института неорганической химии АН Латвии (1984—1997). Президент АН Латвии (1994—1998). Главный редактор журнала «Latvijas Ķīmijas Žurnāls».
Автор исследований неорганических соединений плазмы в химии. Автор 300 научных работ и 84 авторских удостоверений.
Скончался 17 августа 2022 года.

## Награды и премии
- Государственная премия Латвийской ССР (1980)
- премия С. Гиллера (1996)
- Большая медаль АН Латвии (2002)
- орден Трёх звёзд III степени